# آكل النمل الحرشفي
أُمّ قِرْفَة أو البَنْغول نسبةً إلى غطاء جسمها القشري والحراشف المتراكمة فوق بعضها البعض، التي تغطي معظم أجزاء الجسم، ويتحكم بها الحيوان، بعضلات خاصة داخل نسيج الجلد، يستخدمها كسلاح للحماية عند مواجهته للخطر، حيث يلتف حول نفسه كالكرة فتبرز تلك القشور الصلبة ذات الحواف الحادة التي تسبب جراحا غائرة مميتة لأي شيء يقع بين براثنها، تعني كلمة بنغول في اللغة الملاوية «الشيء القابل للطوي»، حيث لديه عدة تسميات محلية، تحتوي رتبته فوليدوتا على فصيلة واحدة فقط وهي مانيدي، بها سبعة أنواع، وهو بشكل عام حيوان قريب الشبه من اللاضرسيات في النمط المعيشي والشكل، يمتلك جلداً مركب، من قطع قرنية تشكل له درع واقي، إذ أنه ينكمش على نفسه حين لحظة الخطر مثل القنفذ، موطنه جنوب شرق آسيا، وبعض مناطق أفريقيا لا سيما جنوب الصحراء، يأكل النمل والنمل الأبيض، فهو يخرجها من جحورها بواسطة مخالبه الحادة، ويلتهمها بمساعدة لسانه الطويل.

## الوصف
يتميز المظهر الجسدي الخارجي لمخلوقات آكل النمل الحرشفي بوجود حراشف كبيرة الحجم شبيهة بالصفائح وتكون متصلبة ومتداخلة ببعضها البعض، تكون هذه الحراشف ناعمة الملمس على جراء آكل النمل الحرشفي التي تكون حديثة الولادة، ولكنها تتصلب وتصبح قاسية الملمس أكثر مع نضوج الحيوان. تتكون هذه الحراشف من الكيراتين، وهي نفس المادة التي تتكون منها أظافر الإنسان ومخالب رباعيات الأطراف، كما وتختلف هذه الحراشف تمامًا عن حراشف الزواحف من النواحي البنيوية والتركيبية.
يمكن تشبيه الجسد الحرشفي لهذه المخلوقات بمنظر وشكل المخروط الصنوبري. تستطيع هذه الحيوانات أن تلتف حول جسمها لتكويره إلى شكل كرة عندما تكون مهددة أو عند الشعور بالخطر، حيث تعمل حراشفها المتداخلة كدرع، بينما تحمي وجهها بدسّه تحت ذيلها. حراشف هذا الحيوان حادة، الأمر الذي يشكّل دفاعًا إضافيًا ضد الحيوانات المفترسة.
يمكن أن ينبعث من الغدد الموجودة بالقرب من فتحة الشرج لآكل النمل الحرشفي، مادة كيميائية ذات رائحة ضارة، على غرار رذاذ الظربان. أرجل هذه الحيوانات قصيرة، ولديها مخالب حادة تستخدمها للتنقيب والحفر في أكوام النمل والنمل الأبيض، وتستعملها من أجل التسلق أيضا.
لسان حيوانات آكل النمل الحرشفي طويلة للغاية - مثلها مثل لسان آكل النمل الكبير وخفاش الرحيق أنبوبي الشفتين - لا يرتبط اللسان عندها بالعظم اللامي، ولكنه مرتبط في الصدر بين عظم القص والقصبة الهوائية. تستطيع مخلوقات آكل النمل الحرشفي التي تكون كبيرة الحجم من أن تمد لسانها حتى مسافة حوالي 40 سم (16 بوصة) تقريبا، ومقياس قطر لسانها هو تقريبا 0.5 سم فقط (0.20 بوصة).

## غذائها

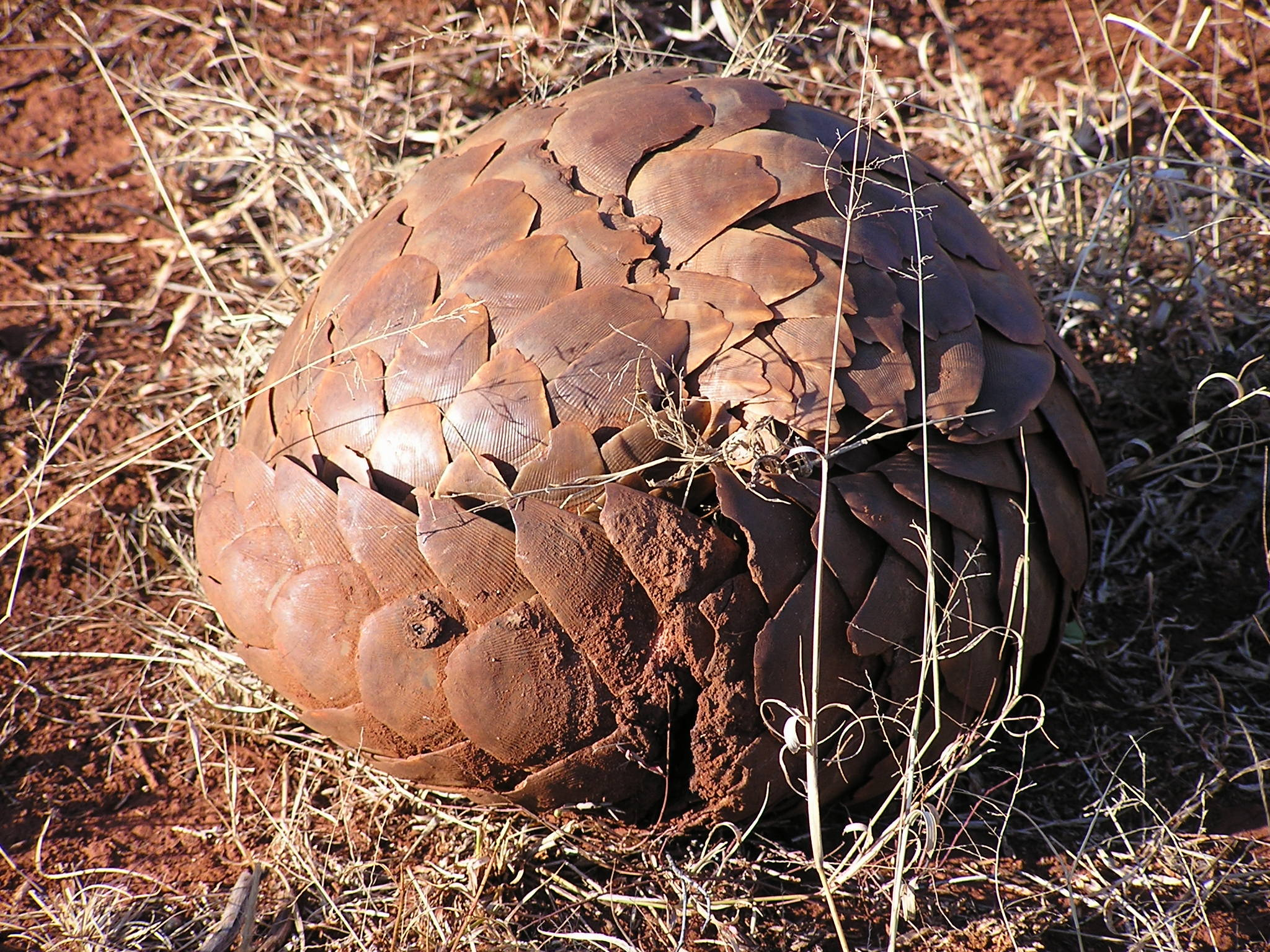
دفاع ام قرفة عن نفسها

- آكل النمل الحرشفي هو حيوانات ذات رأس صغير، يزن حوالي 20 كيلوجرام، يمتلك ذيلاً طويلاً وملتفا يمكنه تحريكه في جميع الاتجاهات، ويعد من أسلحتها الهامة للدفاع عن نفسها.
- وهو من حيوانات عديمة الأسنان، لذلك تعتمد في تناول طعامها من الحشرات الخاصة دودة الخشب والنمل الأبيض، على لسانها الطويل اللزج الذي يصل طوله حتى 18 سنتيمتر وتخفيه في غمد أو جيب داخل تجويف الفم، حيث تلتقط به الحشرات من داخل جحورها وأعشاشها.
- ينام آكل النمل الحرشفي أو أم قرفة معظم ساعات النهار داخل جحورها ولا تخرج منها إلا ليلاً للبحث عن طعامها الذي تنتقيه بعناية، فهي لا تأكل كل أنواع الحشرات بل تنتقي منها الأنواع الجيدة فقط، تعتمد على حاسة قوية للشم ترشدها إلى أماكن تلك الأنواع.

## أنواعها

### أم قرفة العملاقة
هناك نوعان منها، مثل أم قرفة العملاقة التي تنتشر في السهول والأراضي العشبية الممتدة من أوغندا وحتى غرب كينيا وتنزانيا، وتعد من أمهر وأقوى الحيوانات الحافرة، حيث تمتلك زوجا من الأقدام الخلفية القوية التي تعلوها مخالب طويلة حادة ومعقوفة، تستخدمها في حفر الأرض وتجاويف الأشجار للبحث عن الحشرات، كما يمكنها السير والوقوف على تلك الأقدام الخلفية.

### أم قرفة الأشجار
النوع الثاني منها يطلق عليه أم قرفة الأشجار، تعيش في نفس موطن أم قرفة العملاقة، ولكن على الأشجار فقط لذلك تمتاز بطول الذيل مقارنة بطول الجسم، كما تتميز بقشورها الكثيرة التي تشكل 20 % من إجمالي وزنها، من عاداتها المميزة الحرص على تنظيف جسمها بشكل يومي باستخدام مخالب الأقدام الخلفية التي تقوم بكشط القشور لتخليصها من الحشرات والطفيليات العالقة بها، كما تستخدم لسانها الطويل لإزالة باقي الطفيليات القابعة تحت تلك القشور والحراشف.
آكل النمل الحرشفي سوندا (الاسم العلمي:  Manis javanica)
آكل نمل حرشفي فلبيني (الاسم العلمي:  Manis culionensis)
آكل نمل حرشفي صيني (الاسم العلمي:  Manis pentadactyla)
آكل نمل حرشفي شجري (الاسم العلمي:  Phataginus tricuspis)

## علاقتها مع البشر

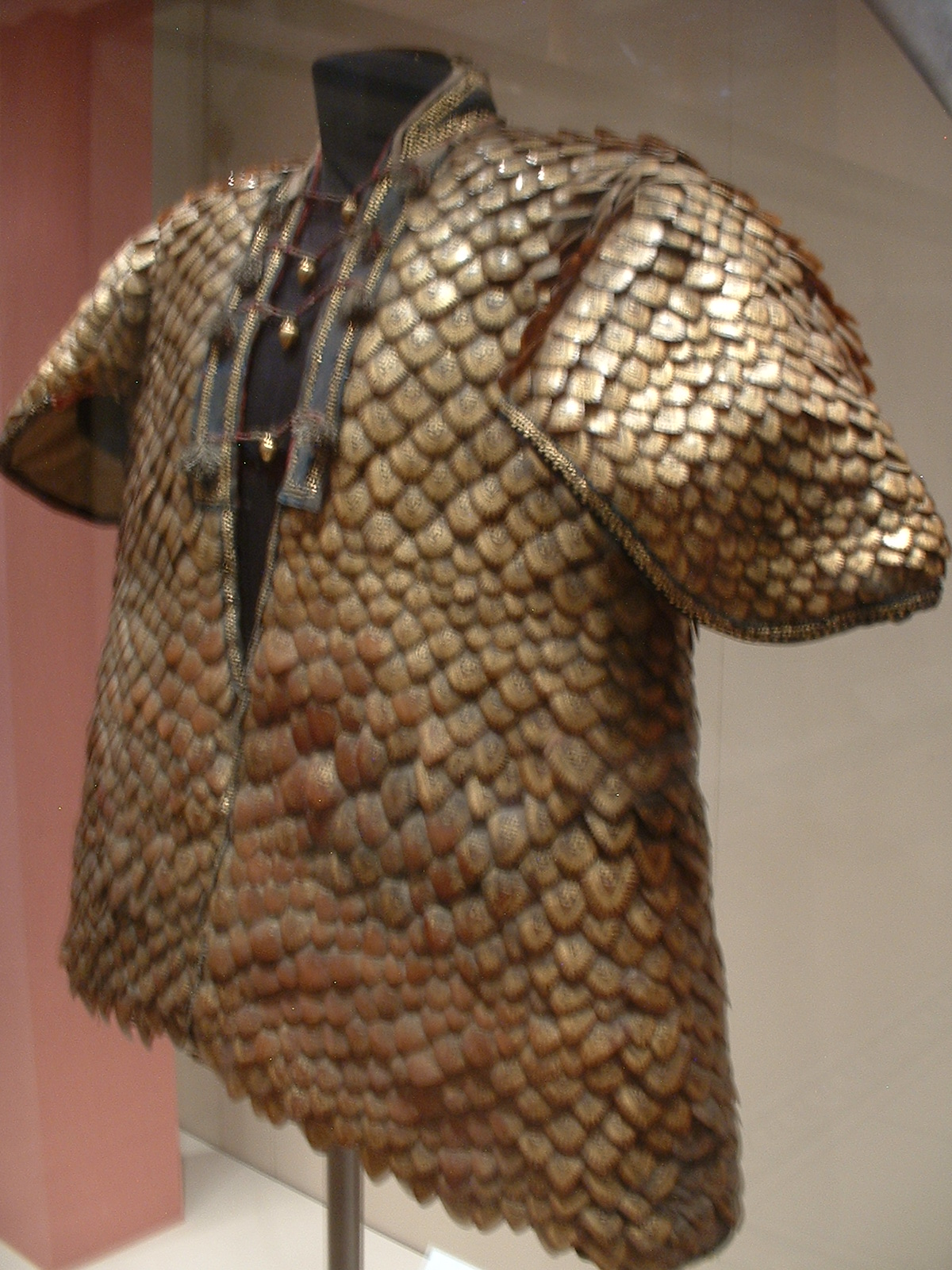
ملابس مصنوعة من جلد أم قرفة

يُستخدم جلد أم قرفة عادة لصنع الملابس النسائية باستخدام القشور (الحراشف) التي تستخدمها للدفاع عن نفسها.

## علم الفيروسات

### مرض فيروس كورونا 2019–20
عندما تم إجراء عملية تسلسل الحمض النووي للفيروسات المأخوذة من حيوانات آكل النمل الحرشفي؛ تم التوصل في بداية الأمر إلى وجود تطابق بنسبة 99 ٪ بين هذه الفيروسات مع فيروس كورونا المرتبط بالمتلازمة التنفسية الحادة الشديدة النوع 2 (بالإنجليزية: SARS-CoV-2)، وهو الفيروس الذي يسبب مرض فيروس كورونا 2019، وهو المسؤول أيضا عن جائحة فيروس كورونا 2019–20.
كانت النظرية التي عمل عليها الباحثين في غوانزو، الصين، هي أنه من الممكن أن فيروس كورونا المرتبط بالمتلازمة التنفسية الحادة الشديدة النوع 2 نشأ في الخفافيش، وقبل انتقاله للبشر وإصابتهم؛ كان يتفشى بين حيوانات آكل النمل الحرشفي. وتم ذكر وتوريط التجارة الصينية غير الشرعية بحيوانات آكل النمل الحرشفي (لاستخدامها في الطب الصيني التقليدي)، على أنها من الممكن قد لعبت دور ناقل للفيروس بين البشر.
وقد ذكر الباحثون مؤخرًا حيوانات آكل النمل الحرشفي على أنها المخلوقات التي من الممكن أنها قد لعبت دور 'مضيف وسيط' (أي بين مصدر أولي وبين الإنسان) في جائحة فيروس كورونا، حيث أن نتيجة اكتشاف سلالات متعددة من فيروسات كورونا في حيوانات آكل النمل الحرشفي، وتشابه هذه الفيروسات مع فيروس كورونا المرتبط بالمتلازمة التنفسية الحادة الشديدة النوع 2 (SARS-CoV-2)، يشير إلى أنه يجب اعتبار حيوانات آكل النمل الحرشفي على أنها من الممكن قد لعبت دور مضيف محتمل في ظهور فيروسات كورونا جديدة.
ومع ذلك؛ كانت بعض الدراسات الإضافية التي تم إجراؤها، أقل حسمًا في الإشارة لحيوانات آكل النمل الحرشفي وتحديدها كمصدر موثوق منه لفيروس كورونا المرتبط بالمتلازمة التنفسية الحادة الشديدة النوع 2 (SARS-CoV-2)؛ بسبب 'مقطع الجسر' الذي استخدمه الفيروس للقفز من الخفافيش إلى البشر، بعد أن تبين أن تطابق 99٪ في هذه المقاطع؛ لا يمثل ولا يعني فعليًا تطابق جيني كامل، ولكن يشير فقط إلى مقطع محدد في الجينات؛ وهو موقع معين يعرف باسم مجال أو نطاق ربط المستقبلات  إنجلترا. أجريت مقارنة بين الجينات بشكل كامل، وتبين أن حيوانات آكل النمل الحرشفي والفيروسات البشرية متشابهة بحوالي 90.3 ٪ فقط في مجموعة الرنا (RNA).
ساد القلق بين علماء البيئة نتيجة هذه التكهنات المبكرة والسابقة لأوانها؛ حول ما إذا كانت حيوانات آكل النمل الحرشفي هي المصدر، وذلك بسبب تخوفهم من أن هذه الأمور ربما تؤدي إلى ذبح جماعي لهذه الحيوانات من قبل البشر خوفا من انتقال العدوى، مما يعرض هذه الحيوانات لمزيد من تهديدات خطر الانقراض، حيث أن قطط الزباد مرّت بحدث مشابه أثناء تفشي متلازمة تنفسية حادة وخيمة في سنة 2003-2004.